# Книжка року 2009
«Книжка року-2009» — XI Всеукраїнський рейтинг.
Протягом 2009 року 96 експертів стежили за новинками на українському книжковому ринку та оцінювали кожну з щойно виданих книжок. Головними критеріями були зміст книги, якість та новизна тексту, ілюстрації, якість та актуальність видання. «Книжкою року 2009» може бути лише книжка, видана українською мовою.
Вшанування лауреатів рейтингу відбулося 10 лютого 2010 у приміщенні Національного педагогічного університету імені Драгоманова.

## Організатори
Головними організаторами акції є:
- Анатолій Толстоухов — почесний президент Фонду сприяння розвитку мистецтв
- Микола Жулинський — директор інституту української філології ім. Т. Шевченка НАН України
- Віктор Андрущенко — ректор Національного педагогічного університету імені М. П. Драгоманова
- Михайло Дорошенко — головний редактор газети «Україна молода»
- Галина Родіна — директор Центру рейтингових досліджень «Еліт-Профі»
- Костянтин Родик — президент Всеукраїнського рейтинггу «Книжка року»

## Гран-прі
- Олександр Найден, Микола Бабак. Народна ікона Середньої Наддніпрянщини 18-20 ст. в контексті селянського культурного простору. — К.: Інститут мистецтвознавства, фольклористики та етнології НАН України, 2009. - 548 с.(ф)

## Номінації

### «Хрестоматія»
Українська і зарубіжна художня класика
- Тарас ШЕВЧЕНКО. Кобзар (ілюстрації Василя Седляра). — К.: Дух і Літера; Оранта;
- Богдан-Ігор АНТОНИЧ. Повне зібрання творів. Сер. «Українська класика». — Л.: Літопис;
- Поети Празької школи: Срібні сурми. Антологія. — К.: Смолоскип.

Літературознавство
- Сучасна літературна компаративістика: стратегії і методи. Антологія. — К.: Києво-Могилянська академія;
- Микола НЕВРЛИЙ. Минуле й сучасне. Збірник слов'янознавчих праць. — К.: Смолоскип;
- Богдан ТИХОЛОЗ. Філософська лірика Івана Франка.

Критика / біографії / мемуари
- Григорій КОЧУР. Література та переклад. Т.1—2. — К.: Смолоскип;
- Юрій ШЕВЕЛЬОВ. З історії незакінченої війни. — К.: Києво-Могилянська академія;
- Наш Лукаш. У двох книгах. Книга 1. — К.: Києво-Могилянська академія.

### Красне письменство
Сучасна українська проза /есеїстика / драматургія
- Костянтин МОСКАЛЕЦЬ. Досвід коронації. Сер. «Приватна колекція». — Л.: Піраміда;
- Олесь УЛЬЯНЕНКО. Жінка його мрії. — Х.: Книжковий «Клуб сімейного дозвілля»;
- ІЗДРИК. Таке. — Х.: Книжковий «Клуб сімейного дозвілля».

Жанрова література /детектив / пригоди / фантастика / любовний роман / молодіжна проза
- Василь ШКЛЯР. Залишенець. Чорний Ворон. — Х.: Книжковий «Клуб сімейного дозвілля»;
- Володимир ЄШКІЛЄВ. Богиня і Консультант. — Х.: Книжковий «Клуб сімейного дозвілля»;
- Галина ПАГУТЯК. Мій Близький і Далекий Схід. Сер. «Приватна колекція». — Л.: Піраміда.

Сучасна зарубіжна проза / драматургія
- Богуміл ГРАБАЛ. Я обслуговував англійського короля. «Доросла серія». — К.: А-БА-БА-ГА-ЛА-МА-ГА;
- Умберто ЕКО. Бавдоліно. Сер. «Бібліотека світової літератури». — Х.: Фоліо;
- Орхан ПАМУК. Музей невинності. — Х.: Фоліо.

Сучасна поезія / афористика
- Тарас ФЕДЮК. Горище. Книга нових віршів. — К.: Факт;
- Українські літературні школи та групи 60—90-х рр. XX ст. Сер. «Приватна колекція». — Л.: Піраміда;
- Сергій ЖАДАН. Ефіопія. Сер. «Сафарі». — Х.: Фоліо.

### Софія
Зарубіжна гуманітаристика
- Блез Паскаль. Думки. — К.: «Дух і Літера»;
- Джаред Даймонд Зброя, мікроби і харч: Витоки нерівностей між народами. — К.: «Ніка-Центр», 2009. — 488 с.;
- Ларі Вулф. Винайдення Східної Європи. Мапа цивілізації у свідомості епохи Просвітництва. — К.: «Критика».

Українська гуманітаристика
- Мирослав Попович. Культура. Ілюстрована енциклопедія України. — К.: «Балтія-Друк»;
- Оксана Пахльовська. Ave, Europa! — К.: Пульсари;
- Українське бароко. У 2-х т. Бібліотека державного фонду фундаментальних досліджень. — Х.: Акта.

### Минувшина
Популярні видання / історична белетристика
- Україна: хронологія розвитку. Том 2. Давні слов'яни. Київська Русь. Сер. «Україна: історія великого народу». — К.: Кріон;
- Віктор ГОРОБЕЦЬ. Україна: Люблінська унія та народження нової вітчизни. Сер. «Україна: історія великого народу». — К.: Кріон;
- Геннадій КАЗАКЕВИЧ. Відгомін карнаксів. Військові традиції давніх кельтів на землях України IV—І ст. до н. е.; Олексій СОКИРКО. Тріумф у час Руїни. Конотопська битва 1659 р. та ін. у сер. «Militaria Ucrainica». — К.: Темпора.

Дослідження / документи
- Людмила ГРИНЕВИЧ. Хроніка колективізації та Голодомору в Україні 1927—1933. Том І. 1927—1933. Книга 1. — К.: Критика;
- Марія ВАВРИЧИН, Ярослав ДАШКЕВИЧ, Уляна КРИШТАЛОВИЧ. Україна на стародавніх картах. Середина XVII — друга половина XVIII ст. Сер. «Пам'ятки картографії України». — К.: Картографія;
- Військові кампанії доби гетьмана Івана Мазепи в документах. Сер. «Джерела». — К.: Києво-Могилянська академія.

Біографії / мемуари
- Ярослав ОКУНЕВСЬКИЙ. Листи з чужини. — К.: Темпора;
- Інна СТАРОВОЙТЕНКО. Євген Чикаленко: людина на тлі епохи. — К.: Темпора;
- Астольф де КЮСТІН. Правда про Росію. — К.: Український письменник; Ярославів Вал.

### Обрії
Науково-популярна література / публіцистика
- Леонід КАДЕНЮК. Місія — космос. Сер. «Українці у світовій цивілізації». — К.: Пульсари;
- Юрій БОНДАР, Віктор ШПАК. У боротьбі за футбольний трон. Хроніка чемпіонатів світу. — К.: Інформаційно-видавничий центр ДПА України;
- Микола ТИМОШИК, Галина ДАЦЮК, Катерина ТАРАН. Історія одного журналістського курсу в мемуарах, щоденниках, інтерв'ю, замальовках, записках, есеях, документах, світлинах. — К.: Наша культура і наука.

Спеціальна література
- В. О.БАЛУХ. Історія античної цивілізації. Том 2: Стародавній Рим; Том 3: Практикум. — Чернівці: Наші книги;
- Мовна політика та мовна ситуація в Україні. Аналіз і рекомендації. — К.: Києво-Могилянська академія;
- Любов ПУСТОВІТ. Словник української поезії другої половини XX століття. — К.: Рідна мова.

Енциклопедичні та довідкові видання
- Планета Земля. Сер. «Енциклопедичний путівник». — К.: Махаон-Україна;
- Святослав КАРАВАНСЬКИЙ. Секрети української мови. — Л.: БаК;
- Атлас «Знайомтесь. Україна». — К.: Картографія.

### Дитяче свято
Твори для дошкільнят і молодших школярів
- Галина МАЛИК. Принцеса Мішель і король Грифаїни. Сер. «Чарівні казки, яких не було вчора». — К.: Книжковий хмарочос;
- Галина МАЛИК. Мандри і подвиги хитромудрого переможця дванадцятиголового змія лицаря Горчика, його банконосця Третього Зайвого та красуні Каролі. — Л.: Аверс;
- Галина МАЛИК. Незвичайна книжка. — Ужгород: Карпати.

Твори для середніх і старших школярів
- Володимир РУТКІВСЬКИЙ. Джури-характерники. — К.: А-БА-БА-ГА-ЛА-МА-ГА;
- Леся ВОРОНИНА. Сни Ганса Християна. — К.: Грані-Т;
- Казка про Сонце та його сина: Українська літературна казка. Сер. «Піраміда казок». — Л.: Піраміда.

Розвиваюча та пізнавальна література
- Український космос. — К.: А-БА-БА-ГА-ЛА-МА-ГА;
- OXFORD. Велика енциклопедія школяра. — К.: Перо;
- Моя Україна. Атлас. — К.: Картографія.

### Візитівка
Мистецтво
- Роксана КОСІВ. Українські хоругви. — К.: Оранта;
- Сергій ЯКУТОВИЧ. Абсолютний слух часу. — К.: Грамота;
- Ольга ПЕТРОВА. «Комедія» Данте Аліґ'єрі. Мистецький коментар XIV—ХХ століть. — К.: Факт.

Етнологія / етнографія / фольклор
- Олександр НАЙДЕН. Народна ікона Середньої Наддніпрянщини в контексті селянського культурного простору. — К.: Інститут мистецтвознавства, фольклористики та етнології НАН України;
- Кримські татари. Типажі, краєвиди, побут; Україна й українці; Народна кераміка Гаврила та Явдохи Пошивайлів. Книги листівок. — К.: Майстерня книги;
- Костянтин ТИЩЕНКО. Етномовна історія прадавньої України; Італія і Україна: тисячолітні етномовні контакти. — К.: Аквілон-Плюс.

Краєзнавча і туристична література
- Національний заповідник «Софія Київська». — К.: Балтія-Друк;
- Від серця до серця: Волинь у поштовій листівці початку XX століття. — Луцьк: Ініціал;
- Дмитро МАЛАКОВ. Київ. 1939—1945. Post scriptum. — К.: Варто.

Найкраща книжкова серія
- «Приватна колекція» — Л.: Піраміда
  - Костянтин МОСКАЛЕЦЬ. Досвід коронації;
  - Юрій АНДРУХОВИЧ. Моя остання територія;
  - Василь ҐАБОР. Книга екзотичних снів та реальних подій;
  - Галина ПАГУТЯК. Мій Близький і Далекий Схід; Українські літературні школи та групи 60—90-х рр. XX ст..

### «Видавничий імідж-2009»
- Видавничий дім Києво-Могилянської Академії

### «Найактивніші автори»
2009 року у рейтингу з'явилася нова номінація, покликана відзначити письменників, чиї книги увійшли до короткого списку два або більше разів. Найактивнішими авторами 2009 року стали:
Михайло Відейко, Юрій Винничук, Галина Малик, Ільченко Олесь, Анрій Климов, Іздрик, Галина Пагутяк, Сергій Жадан, Василь Веремко, Костянтин Тищенко.